# Sueo Ōe
Sueo Ōe (大江 季雄, Ōe Sueo), né le 2 août 1914 dans la préfecture de Wakayama et mort le 24 décembre 1941, est un athlète japonais spécialiste du saut à la perche. Enrôlé dans l'armée en 1939, il meurt durant la Seconde Guerre mondiale à Luçon.

## Carrière sportive
Sueo Ōe devient médaillé de bronze aux Jeux olympiques de 1936 en effaçant une barre à 4,25 m. Cette médaille de bronze résulte d'un accord entre Shuhei Nishida et Sueo Ōe.
Ex æquo avec son compatriote au nombre des essais, ils refusèrent de disputer un barrage pour se départager. À la suite de cet accord, le jury pris la décision d’attribuer la médaille d’argent à Nishida, la médaille de bronze à Oe. Mais de retour au Japon, les deux athlètes firent couper leur médaille en deux, et combinèrent les moitiés pour faire deux médailles argent-bronze connus comme les « médaille de l'amitié »,.

## Palmarès
- Jeux olympiques d'été de 1936 à Berlin :
  -  Médaille de bronze du saut à la perche.